# Festividad de la Santísima Trinidad
La Fiesta de la Santísima Trinidad es la festividad más grande que se celebra anualmente el domingo siguiente a la festividad  de Pentecostés, desde la llegada de los españoles, en Culhuacán (México); en ella participan los barrios del pueblo, incluyendo los barrios de Tomatlán, y el barrio de Xáltocan Xochimilco.
Se realiza en honor del Señor del Calvario y tiene duración de 8 días, siendo una de las festividades movibles. Comienza el domingo inmediatamente posterior al de Pentecostés. Va el regocijo a ocho semanas exactas, después del Domingo de Resurrección.
Durante la semana de fiesta, se coloca una gran feria a lo largo de calle Morelos, a las orillas de avenida Tláhuac y en un predio situado junto al panteón del pueblo; también podemos encontrar distintos puestos de comida, así como de buñuelos, tamales, cocoles, atoles, entre muchas otras cosas.
Cada uno de los días de la semana, le corresponde a uno o varios barrios ser los titulares:
- Sábado - Barrio Xáltocan.
- Domingo - Barrios de San Francisco, San Juan, Santa Ana y Santa María Magdalena.
- Lunes - Barrio de Los Reyes.
- Martes - Pueblo de Culhuacán.
- Miércoles - Mayordomía del Señor del Calvario (8 Barrios).
- Jueves - Mayordomía del Jueves de Corpus.
- Viernes - Barrio de San Antonio.
- Sábado - Barrios de San Simón y San José Tula.
- Domingo (cierre) - Barrios de San Andrés y Santa María Tomatlán.

Un día antes de que le corresponda la fiesta titular a algún barrio, enfrente de la capilla del barrio, el mayordomo y varios encargados, organizan una gran celebración con comida, tamales, baile y juegos pirotécnicos; y al siguiente día se organiza la comida para la gente del pueblo atrás de la Parroquia del Calvario. Al igual que cada día de la fiesta, se quema un castillo a cargo de la Mayordomía correspondiente.

## En los países andinos
Como es una tradición que trajeron los conquistadores españoles, durante el proceso de colonización, esta fiesta también ha arraigado en otros países de Hispanoamérica. Se celebra también en Ecuador, Perú y Bolivia.